# Cornelia Franz
Cornelia Franz (* 1956 in Hamburg) ist eine deutsche Autorin.

## Biographie
Franz absolvierte ein Studium der Germanistik und Amerikanistik sowie eine Ausbildung zur Verlagsbuchhändlerin. Nach einer Tätigkeit als Verlagslektorin für Reiseführer und Kunstbücher ist sie seit 1993 Autorin.
Franz veröffentlichte seither vornehmlich Kinder- und Jugendbücher, aber auch Reiseführer und Romane für ein erwachsenes Lesepublikum. 2019 erhielt sie den Hamburger Literaturpreis in der Sparte Kinder- und Jugendbuch, 2022 wurde Calypsos Irrfahrt als „Bester Kinderkrimi“ mit dem Friedrich-Glauser-Preis ausgezeichnet.
Cornelia Franz ist Teil des Autorinnenkollektivs Lia Norden (zusammen mit Sylvia Heinlein, Katja Reider und früher Hilke Rosenboom) sowie Mitbegründerin des seit 2015 jährlich im Sommer stattfindenden HamburgerVorlesevergnügens.

## Bibliographie

### Romane für Erwachsene
- Alte Geschichten und neue Liebhaber (Knaur 1996)
- Vier Wahrheiten und ein Todesfall (Rowohlt 2011, mit Lia Norden)
- Ins Nordlicht blicken (dtv Premium 2012)
- Die Schatten eines Sommers (Rowohlt 2013, mit Lia Norden)
- Swing High: Tanzen gegen den Sturm. Gerstenberg, Hildesheim 2022, ISBN 978-3-8369-6105-9[2]

### Jugendromane
- Nicht mit mir! (Aare 1994)
- Spur nach Chicago (Aare 1997)
- Verrat (dtv pocket 2000, mit Begleitbuch für die Schule)
- Nichts leichter als Liebe? (Aare 1995, dtv junior 2005)
- Sechs Tage, vier Nächte (dtv pocket 2005)
- Geheimnisse (Aare 1996, dtv junior 2007)
- Spinner im Netz (Sauerländer 2009)
- Spurensuche (action Hase und Igel 2011)
- Ins Nordlicht blicken (dtv Premium 2012)
- Egal, was morgen ist (Carlsen 2015)
- Poolparty (dtv 2015)
- So fremd, so schön (dtv 2016)
- Swing High: Tanzen gegen den Sturm. Gerstenberg, Hildesheim 2022, ISBN 978-3-8369-6105-9[2]

### Kinderbücher
- Piratengeschichten (Aare 1997)
- Max Mücke macht Hokuspokus (Aare 1999)
- Lulu aus dem All (Aare 1998, Carlsen 2002)
- Der kleine Drache lernt fliegen (Weltbild 2005)
- Pauls neue Freunde (Weltbild 2005)
- Lotte und die Schulkamele (Weltbild 2005)
- Ein Kobold namens Krawummsel (Weltbild 2005)
- Der kleine Zauberer Kasimir (Weltbild 2005)
- Die Kinder vom Drachental (dtv junior 2006)
- Piraten im Klassenzimmer (dtv 2007)
- Das Geheimnis des Roten Ritters (dtv 2008)
- Fantastische Freunde (Carlsen 2008)
- Seeräuber vor Sylt (dtv 2009)
- Ronni und Rasputin (Carlsen 2009)
- Das Land des Vergessens (Rowohlt 2009)
- Luis & ich, Band 1 (Rowohlt 2011)
- Luis & ich, Vier Fäuste und ein Fußball, Bd. 2 (Rowohlt 2011)
- Luis & ich und der berühmteste Mann der Welt, Bd. 3 (Rowohlt 2011)
- Rette die Smaragdschlucht! (Beltz & Gelberg 2012)
- Luis & ich und der Ferienmops, Bd. 4 (Rowohlt 2013)
- Die Flipflop-Bande (dtv 2013)
- Passwort Villa X (dtv 2016)
- Superman in Ringelsocken (Esslinger 2017)
- Wenzel und die wilden Räuber (dtv 2019)
- Wie ich Einstein das Leben rettete (Gerstenberg 2020)
- Calypsos Irrfahrt (Carlsen 2021, ISBN 978-3-551-55519-9)
- Wildesland (Gerstenberg 2023)

### Sachbücher für Kinder
- Deutsche Geschichte. Von den Anfängen bis zur Gegenwart (Parragon 2005)
- Das Labyrinth des Wissens (Carlsen 2007)
- Deutsche Geschichte, Fragen und Antworten (Parragon 2008)
- Pixi. Das neue Haus (Carlsen 2021)

### Bilderbücher
- Familie Kunterbunt: Der Umzug (Xenos 1999)
- Familie Kunterbunt: Das Huhn ist weg! (Xenos 1999)
- Familie Kunterbunt: Die große Schwindel-Ei (Xenos 2001)
- Paula sagt Nein! (Ellermann 2004)

### Hörbücher
- Piraten im Klassenzimmer (Basisklang, Silberfisch)
- Das Geheimnis des Roten Ritters (Argon)
- Seeräuber vor Sylt (Argon)

### Reiseführer
- Paris (Artemis und Winkler 1995)
- Schwarzwald (Merian 1997)
- HB-Bildatlas Rügen, Usedom, Hiddensee
- HB-Bildatlas Bornholm
- HB-Bildatlas Paris
- HB-Bildatlas Hamburg